# ポールディング郡 (オハイオ州)
ポールディング郡（英: Paulding County）は、アメリカ合衆国オハイオ州の北西部に位置する郡である。2010年国勢調査での人口は19,614人であり、2000年の20,293人から3.3a減少した。郡庁所在地はポールディング村（人口3,605人）であり、同郡で人口最大の村でもある。
郡名はアメリカ独立戦争の時に、イギリスのスパイだったジョン・アンドレ少佐を捕まえた3人の1人、ジョン・ポールディングに因んで名付けられた。

## 歴史
1492年のクリストファー・コロンブスの遠征に続いて、北アメリカにヨーロッパ人が到着する以前、後にポールディング郡となる地域はオタワ族インディアンが支配的な住人だった。しかし1750年までにマイアミ族、プランカーホー族、デラウェア族、ショーニー族、キカプー族、マスカウンター族、ヒューロン族、ウィー族、ワイアンドット族、モホーク族などが入っていた。
1787年の北西部条例によって、アメリカ合衆国議会は現在のオハイオ州、イリノイ州、ミシガン州、ウィスコンシン州を開拓者に開放した。しかしアメリカ独立戦争を終わらせた1783年のパリ条約により、インディアンとの問題が解決されるまで北西部領土にイギリス軍が残ることを認めた。ジョージ・ワシントン将軍は"マッド"・アンソニー・ウェイン将軍を派遣してインディアンを従わせようとした。ウェインはチャーローとメルローズの間にあるブラウン砦など一連の砦を建設した。インディアンの待ち伏せから守るために、幅1マイル (1.6 km) の樹林を伐採させて道を造り、これがウェイン・トレースと呼ばれるようになった。その作戦行動は1794年、モーミー近くのフォールン・ティンバーズの戦いでアメリカ合衆国リージョンがリトルタートル酋長の率いるインディアンを決定的に破ったことで頂点となり、その後の1795年、グリーンビル条約に調印することで落ち着いた。
ポールディング郡はグリーンビル条約でオハイオのインディアンのために取っておかれた領土の一部だった。しかし、その状態は長く続かなかった。1820年4月1日、元はウィリアムズ郡に入っていた領域の一部から、オハイオ州議会がポールディング郡を創設した。この時点では完全に正方形をした12の郡区があった。1845年、ウィリアムズ郡の一部とオーグレイズ郡区の北半分を足して、ディファイアンス郡が設立された。このときにエメラルド郡区の4区分がオーグレイズ郡区に移管された。
生活条件が厳しかったためにポールディング郡の開拓は鈍かった。農夫達は一年に2つの作物、すなわち蛙と氷を育てているとこぼしていた。多くの住人は「おこり熱」を患い、それは後にマラリアだと分かった。主要産業は深い森から得られたものだった。船のマストに使うために多くの木材がモーミー川に浮かべられて運ばれた。樹木は大きかったので、空洞になった木に住むこともできた。冬の間に手斧で樽を作って金を稼ぐものも多かった。
ジョージ・ワシントンは、この新生間もない国の内陸への交通手段を確保するために運河の建設を奨励した。1825年にエリー運河が開かれると、マイアミ・アンド・エリー運河やウォバッシュ・アンド・エリー運河など他の運河も次々と建設された。マイアミ・アンド・エリー運河はエリー湖からリトルマイアミ川のシンシナティまで通じ、ポールディング郡を通っていた。ウォバッシュ・アンド・エリー運河は西のインディアナに入るものであり、オーグレイズ郡区にある町のジャンクションでマイアミ・アンド・エリー運河と合流した。このころの運河熱は強かったので、インディアナ州のフォートウェインよりもジャンクションの方が将来性があると考え、人々が移ってきた。運河の労働者はポールディング郡を住処に選んだので、1835年の人口は25,000人にまで増えたが、これがこれまでの最大人口となった。
当時の運河体系は世界最大の運河網となったが、短期間しか利益を出さなかった。運河は冬季に使うことができず、運河の堤は常に削り取られており、船を通すために浚渫を続ける必要性があった。堤を守るために通行船は極端に遅い速度で運行する必要があり、運河が完成する前でも放棄されるものがあった。鉄道の出現によって長距離輸送の手段として急速に運河に代わっていった。
この時代の名残としてセシル近くのファーネス・ファームがある。運河によって鉄鉱石が運ばれてくると、土地で採れた豊富な燃料を使って鉄に変えられた。この溶けた鉄を外に空けることなく冷えていくままにした溶解炉が残っている。経済的に市場に送り出せない鉄を注入するものが無かったためである。
ポールディング郡カーネギー図書館は鉄鋼業界の大立て者アンドリュー・カーネギーからの資金を得て1910年に建設された。ポールディング郡はこのような郡として国内最初の郡になった。この図書館は単一の都市だけでなく郡全体の用に供している。カーネギーの資金はポールディング・メソジスト教会のパイプオルガン購入資金にも充てられた。
ポールディング郡のモットーは「妥協無し」であり、これは1887年の貯水池戦争に参加した者が持っていた旗に書かれていた言葉である。
ポールディング郡のカルビン・L・ノーブル判事はポールディング郡住民となってより良い余生を送ることができた。ノーブル判事はクリーブランド市の名前を "Cleaveland" から "Cleveland" に変えたという名誉があった。ノーブルは1830年にで新聞「クリーブランド・アドバタイザー」を創刊した。この名前は新聞のトップに置くには少し長すぎたので、1文字だけでも削って新しい綴りに変えた。

## 地理
アメリカ合衆国国勢調査局に拠れば、郡域全面積は418.85平方マイル (1,084.8 km2)であり、このうち陸地416.44平方マイル (1,078.6 km2)、水域は2.41平方マイル (6.2 km2)で水域率は0.58%である。
郡中心部の標高は723フィート (220 m) であり、郡内の他の部分も大した違いは無い。州の中でも平坦度の高い郡であり、道路が1マイル (1.6 km) 毎に張り巡らされていて、まるで碁盤である。この平坦さの故に、他の郡とは違ってグレート・ブラック湿地と呼ばれる地域に全体が入っている。
郡内はオーグレイズ川とモーミー川という2つの主要河川の他に多くの小さなクリークが流れている。湖沼の中で最大のものは人工湖である。

### 交通
郡内には アメリカ国道127号線、 アメリカ国道24号線、 アメリカ国道30号線（リンカーン・ハイウェイ）が通っている。

### 隣接する郡
- ディファイアンス郡 - 北
- パットナム郡 - 東
- バンワート郡 - 南
- アレン郡 (インディアナ州) - 西

## 人口動態
以下は2000年国勢調査による人口統計データである。
| 基礎データ - 人口: 20,293人 - 世帯数: 7,773 世帯 - 家族数: 5,689 家族 - 人口密度: 19人/km2（49人/mi2） - 住居数: 8,478軒 - 住居密度: 8軒/km2（20軒/mi2） 人種別人口構成 - 白人: 95.85% - アフリカン・アメリカン: 0.96% - ネイティブ・アメリカン: 0.29% - アジア人: 0.15% - 太平洋諸島系: 0.01% - その他の人種: 1.41% - 混血: 1.33% - ヒスパニック・ラテン系: 3.02% 年齢別人口構成 - 18歳未満: 26.8% - 18-24歳: 8.6% - 25-44歳: 28.0% - 45-64歳: 24.0% - 65歳以上: 12.6% - 年齢の中央値: 36歳 - 性比（女性100人あたり男性の人口） - 総人口: 96.7 - 18歳以上: 95.4 | 世帯と家族（対世帯数） - 18歳未満の子供がいる: 34.1% - 結婚・同居している夫婦: 60.9% - 未婚・離婚・死別女性が世帯主: 8.1% - 非家族世帯: 26.8% - 単身世帯: 23.0% - 65歳以上の老人1人暮らし: 10.3% - 平均構成人数 - 世帯: 2.59人 - 家族: 3.06人 収入と家計 - 収入の中央値 - 世帯: 40,327米ドル - 家族: 45,481米ドル - 性別 - 男性: 35,809米ドル - 女性: 21,965米ドル - 人口1人あたり収入: 18,062米ドル - 貧困線以下 - 対人口: 7.7% - 対家族数: 4.9% - 18歳未満: 9.5% - 65歳以上: 7.1% |

## 教育
1971年、オハイオ州教育委員会はペイン、ブルークリーク、グローバーヒル、オーグレイズ・ブラウン各教育学区に対する認可を取り消した。ブルークリーク教育学区は数年前にラティとハビランド各教育学区が合併してできたばかりだった。ペイン、ブルークリーク、グローバーヒル各教育学区が合併してウェイントレース教育学区を形成し、オーグレイズ・ブラウン各教育学区はポールディング免除村教育学区に統合された。現在の教育学区は下記の4つである
- アントワープ・ローカル教育学区[12]
- ポールディング免除村教育学区[13]
- ウェイントレース・ローカル教育学区[14]
- バンテージ・キャリアセンター[15]

1950年代後半、ポールディング免除村教育学区は学校建設のために従量税を導入し、高利の債権を償還するのではない学校建設のための全体税金削減を目指した。従量税という概念は州内の多くの地方政府で採用されてきた。
ポールディング免除村教育学区のポールディング・キャンパスには幼稚園から高校まで一か所に集められており、州内最大の学校となっている。

## 郡区

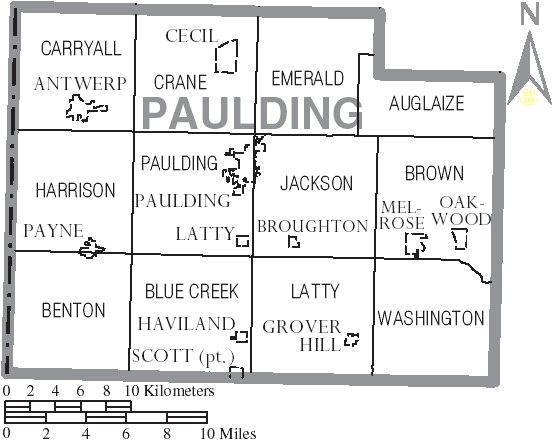
ポールディング郡図

ポールディング郡は下記12の郡区に分割されている。
| - オーグレイズ - ベントン - ブルークリーク - ブラウン | - キャリーオール - クレーン - エメラルド - ハリソン | - ジャクソン - ラティ - ポールディング - ワシントン |

### 村
| - アントワープ - ブロートン - セシル - グローバーヒル | - ハビランド - ラティ - メルローズ - オークウッド | - ポールディング - 郡庁所在地 - ペイン - スコット |

### 未編入の町
| - アーサー - バットソン - ブライストン - チャーロー - デイグ - エメット - フォートブラウン - ヘッジス | - ジャンクション - ノックスデール - マンデール - マギル - レノレット - ロスエルムズ - ティプトン - ワーストビル |